# Афанасово (Борисовське сільське поселення)
Афанасово — сільце в Бабаєвському районі Вологодської області.
Входить до складу Борисовського сільського поселення (з 1 січня 2006 року по 13 квітня 2009 року входила в Афонасовське сільське поселення).
Відстань по автодорозі до районного центру Бабаєво — 51 км, до центру муніципального утворення села Борисово-Судське по прямій — 15 км. Найближчі населені пункти — с. Нестерово, с. П'ячкалово, с. Слобода. Станом на 2002 рік проживало 5 чоловік.